# Rue des Cap-Horniers
La rue des Cap-Horniers est une voie de Nantes (Loire-Atlantique), en France.

## Situation et accès
Située dans le centre-ville de Nantes, la rue des Cap-Horniers relie le quai de la Fosse à la rue de l'Héronnière. Elle est pavée, ouverte à la circulation automobile dans sa partie Sud pour permettre le stationnement de quelques voitures, tandis qu'au delà sa partie Nord est formée d'un escalier.

## Origine du nom
Un cap-hornier est un navire qui a franchi le cap Horn.

## Historique
Son historique est associé à la prostitution dans l'ancien quartier chaud du port de Nantes, du XVIIe siècle jusqu'au milieu du XXe siècle.
Dans un acte du début XVIIe siècle, est stipulé l'existence de maison, « Le Logis de la Tour, à l'enseigne des Trois Matelots ».
L'activité du port de Nantes gagne le site de la Fosse, sur la rive droite de la Loire, dès le Moyen Age, entraînant la création d'un nouveau faubourg. Les trafics progressent fortement au milieu du XVIIe siècle avec l'ouverture du port sur les marchés coloniaux et  l'importation de sucre.
À partir du XVIIIe siècle, les armateurs enrichis se font construire des hôtels particuliers le long du quai tandis que le coteau à l'arrière, longtemps occupé par des vignes et des terres agricoles (« tenues »), est peu à peu urbanisé.
Le quartier de la Fosse ainsi formé est constitué d'un dédale de ruelles incluant la rue des Trois-Matelots, dont les escaliers relient le quai à la ville haute. Le petit peuple du port y vit caché dans de modestes habitations qui forment le quartier réservé. La cour Richard,  située en retrait de la rue des Trois-Matelots, devient le lieu de rencontre des capitaines cherchant à recruter, des marins en quête d'un emploi, des négociants et des armateurs. Les lieux à l'abri des regards et leur fréquentation deviennent propices à l'établissement au milieu du XIXe siècle de « maisons de tolérance », que les marins et bateliers de Loire surnomment poétiquement les « maisons de dentelle ».
Ces « maisons closes » sont répertoriées et réglementées par la municipalité qui circonscrit la prostitution à trois venelles en pente entre les années 1930 et 1940 : les rues d'Ancin, des Trois-Matelots et des Marins, constituant le « triangle merveilleux », auquel s'ajoute la rue Falconet, ruelle en impasse. La rue des Trois-Matelots est notamment l'adresse de l'établissement le Cyrano.
Pendant la Seconde guerre mondiale, la ville compte 14 établissements. Ils sont strictement réservés à la Wehrmacht pendant l'Occupation. Certains sont consacrés aux militaires du rang et aux sous-officiers, tandis que d'autres n'admettent que les officiers. Le quartier est durement frappé par les bombardements des 16 et 23 septembre 1943, entraînant de nombreuses destructions mais épargnant relativement la rue d'Ancin, de nos jours la mieux préservée des trois rues.
Treize établissements sont encore en activité à Nantes quand la loi Marthe Richard du 13 avril 1946 abolit le régime de la prostitution réglementée en France, entraînant l'interdiction des maisons closes et consécutivement, leur fermeture.
Son nom actuel lui a été attribué à la suite d'une délibération du conseil municipal du 25 février 1953, en remplacement de son appellation précédente, la « rue des Trois-Matelots ».

## Bâtiments remarquables et lieux de mémoire

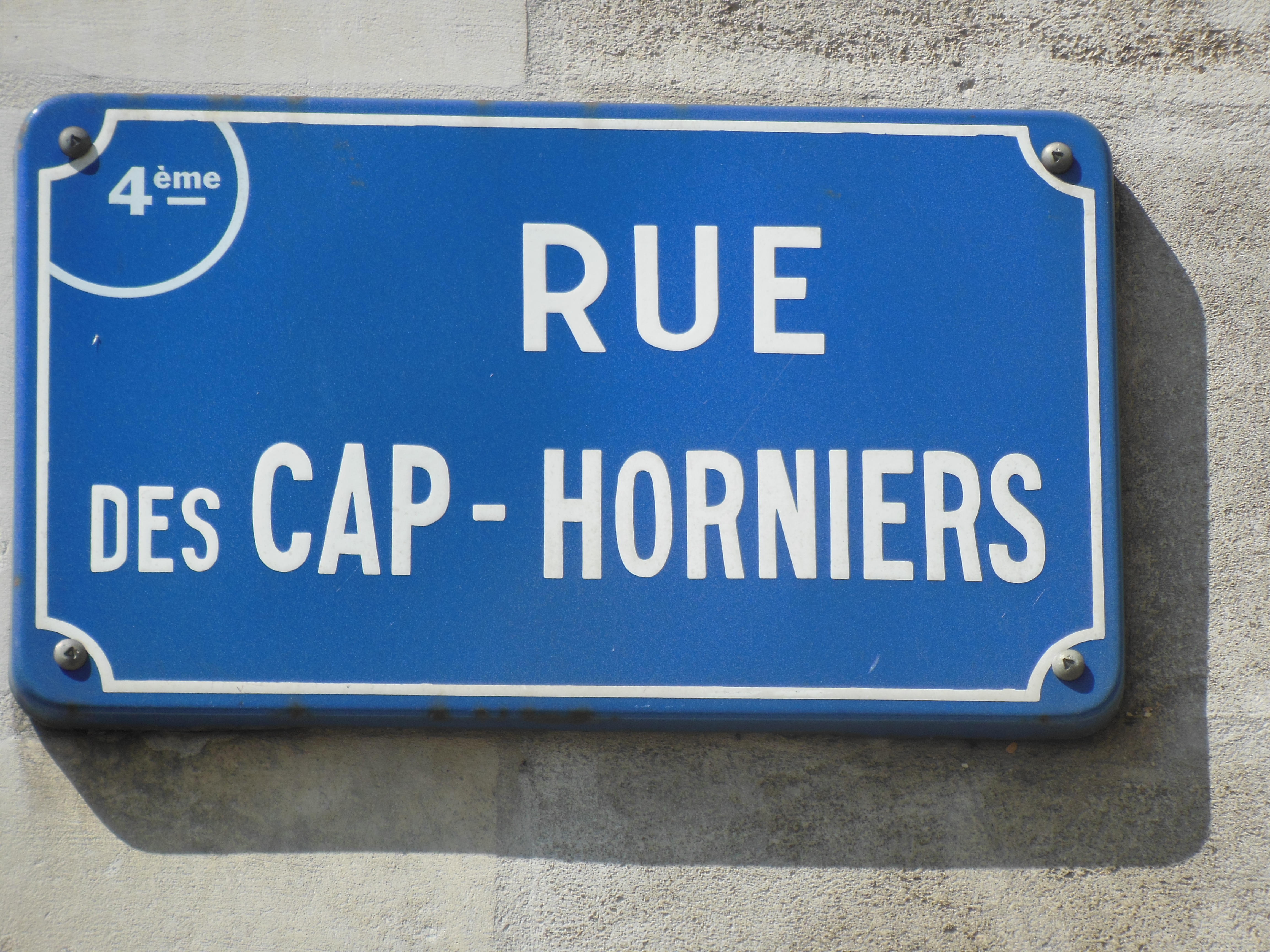
Panneau
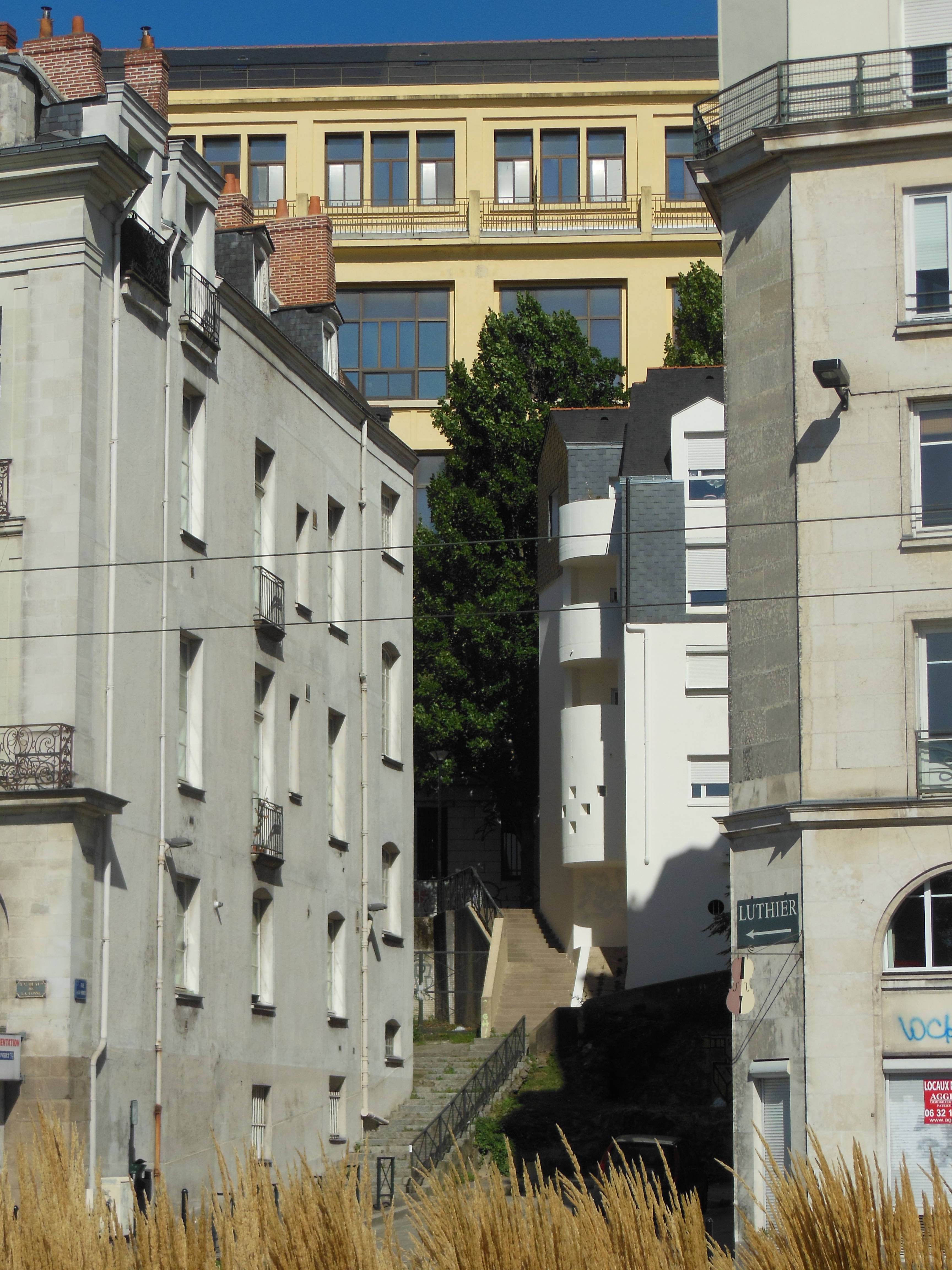
Rue des Cap-Horniers vue du quai de la Fosse

### Chanson
Rue des Trois-Matelots est le titre d'un chant de marins dont le refrain est le suivant :
« Rue des Trois-Matelots à Nantes, il y a des filles
Rue des Trois-Matelots, des filles qu'ont le sang chaud »

### Peinture

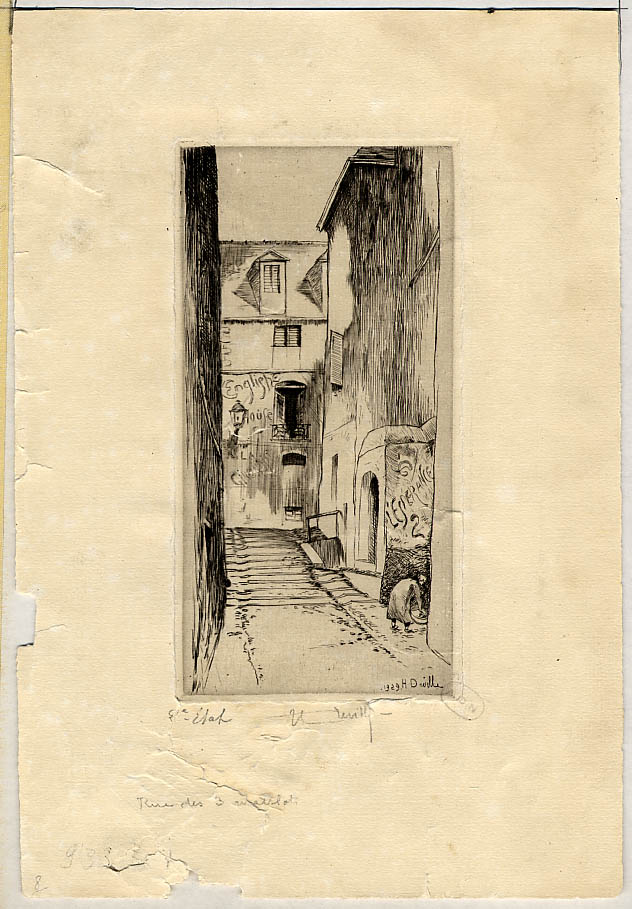
La rue des Trois-Matelots en 1929.

La rue des Trois-Matelots est le thème d'un tableau du peintre Edmond Bertreux, ainsi que celui d'un dessin de Henry Wilfrid Deville, en 1929.